# Saïf Ghezal
Saïf Ghezal (M'saken, 30 giugno 1981) è un allenatore di calcio ed ex calciatore tunisino, di ruolo difensore.